# Glottiphyllum oligocarpum
Glottiphyllum oligocarpum és una espècie de planta suculenta que pertany a la família de les aïzoàcies (Aizoaceae).

## Descripció
Glottiphyllum oligocarpum és una suculenta perennifòlia que pot créixer fins als 4 cm alçada. Produeix les seves fulles en dos rangs (dístics), tenint molts parells de fulles postrades per branca. Cada fulla està coberta amb una capa blanca i cerosa, que es pot eliminar. La fulla és gruixuda amb marges suaument arrodonits. Les tiges es ramifiquen fins que la planta forma un grup.
Els fruits sense tija tenen unes bases còniques i toves i cauen de la planta quan s'assequen, i es converteixen en fruits caiguts i espargeixen les llavors. Els fruits tenen valves altes i sense arestes amb un màxim de vuit lòculs.
Aquesta espècie s'assembla al seu parent proper Glottiphyllum nelii que se superposa a la seva distribució, però principalment creix al nord del Gran Karoo. Tanmateix, G.nelii té fulles brillants, sense cap recobriment pàl·lid cerós, i sovint té línies translúcides al llarg dels seus marges. G.nelii també té menys branques i menys fulles per branca.

## Distribució i hàbitat
Glottiphyllum oligocarpum creix a la província sud-africana del Cap Occidental a una alçada d'entre els 370 fins als 1020 m.
Aquesta espècie es troba en planes de quars obertes, a l'àrid nord-est del Petit Karoo ("Steytlerville Karoo") i la cantonada sud-est del Gran Karoo.

## Taxonomia
Glottiphyllum oligocarpum va ser descrit per Harriet Margaret Louisa Bolus i publicat a Notes Mesembryanthemum 2: 450, a l'any 1934.
Etimologia
Glottiphyllum: nom genèric que prové del grec "γλωττίς" (glotis = llengua) i "φύλλον" (phyllos = fulla).
oligocarpum: epítet llatí que significa "amb pocs fruits".